# Cauldwell (Derbyshire)
Cauldwell est une paroisse civile et un village du Derbyshire, en Angleterre.